# Kurzflügelige Schwertschrecke
Die Kurzflügelige Schwertschrecke (Conocephalus dorsalis) ist ein 1–1,5 cm langer Vertreter der Schwertschrecken (Conocephalinae) und gehört zu den Langfühlerschrecken (Ensifera).

## Merkmale
Sie hat einen spitz nach vorn gezogenen Kopf und eine vorspringende Stirn. Der Kopf wirkt also kegelförmig. Die Körperfarbe ist bei beiden, ungefähr gleich großen Geschlechtern grasgrün mit dem namengebenden durchgehenden braunen Streifen über den gesamten Rücken. Weibchen tragen einen deutlich gekrümmten Legestachel von ca. 9 Millimetern Länge. Die Flügel sind beim Weibchen kaum ausgebildet, die des Männchens sind etwa 8 mm lang. Von der Gestalt her erinnert diese Langfühlerschreckenart etwas an die Gemeine Eichenschrecke (Meconema thallassinum) in kräftigerer Version. Es gibt jedoch auch eine langflüglige Form, die dann auf den ersten Blick mit der Langflügligen Schwertschrecke (Conocephalus discolor) verwechselt werden kann. Bei dieser Art ist die Legeröhre (Ovipositor) des Weibchens jedoch gerade und nicht gekrümmt. Für die Unterscheidung der Männchen ist es erforderlich, sich die Cerci genauer anzusehen.

## Lebensraum
Diese Art liebt die Feuchtigkeit, sie ist hygrophil, und ist deswegen auf feuchten bis nassen Wiesen wie Feuchtwiesen und an langsam fließenden Bächen mit Schwimmpflanzen verbreitet. Gut besonnte Lebensräume, Flachmoore, Röhrichtgebiete und Großseggenriede werden bevorzugt. Ihr Verbreitungsgebiet ist Norddeutschland, Südengland und Südskandinavien.

## Lebensweise
Die Kurzflügelige Schwertschrecke ernährt sich vor allem von Pflanzen, bisweilen aber auch von Insekten. Beide Geschlechter sind flugunfähig. Im Gras fliehen die Tiere bei Annäherung springend. Bei Aufenthalt auf dicken Pflanzenstängeln entziehen sie sich der Sicht durch geschickten Wechsel der Position auf die vom Beobachter abgewandte Seite. Sie sonnen sich gern in der Abendsonne an hohen Pflanzenstängeln. Die Weibchen legen nach der Paarung die Eier mit Hilfe ihrer Legeröhre in Blattscheiden oder hohle Pflanzenstängel.

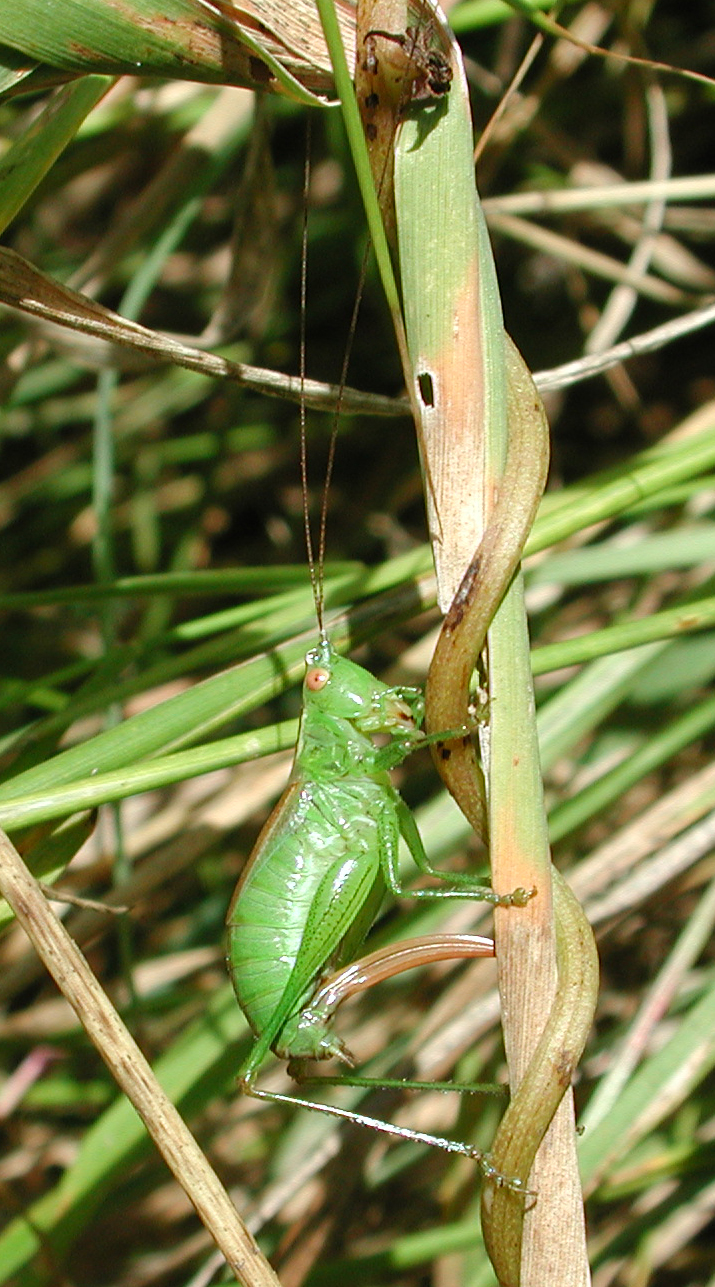
Weibchen bei der Eiablage
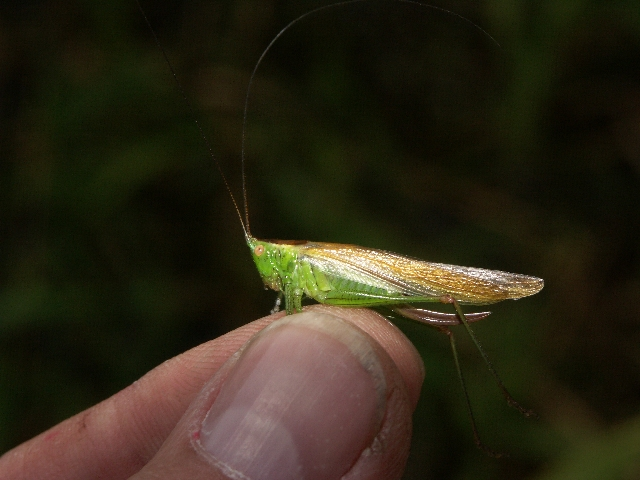
Weibchen; langflügelige Form (forma: burri)
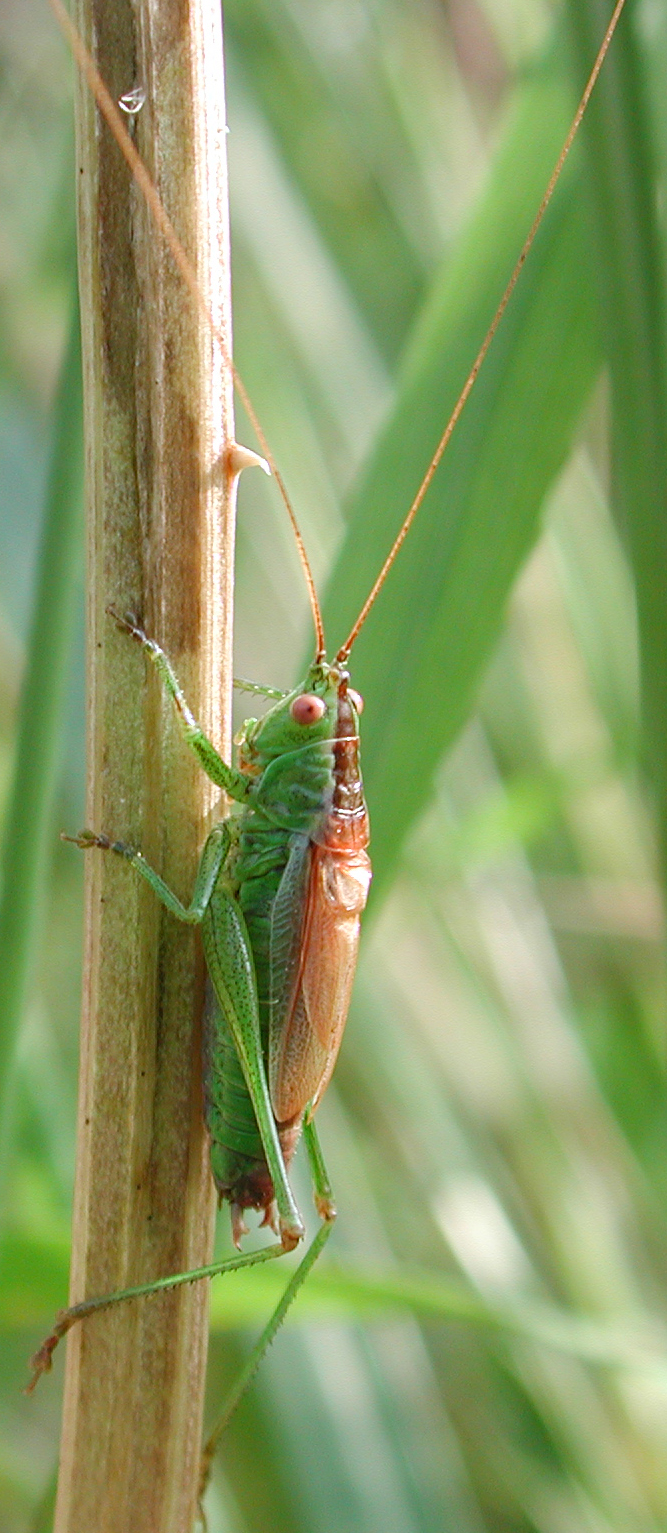
Männchen

## Stridulationsorgan, Gesang

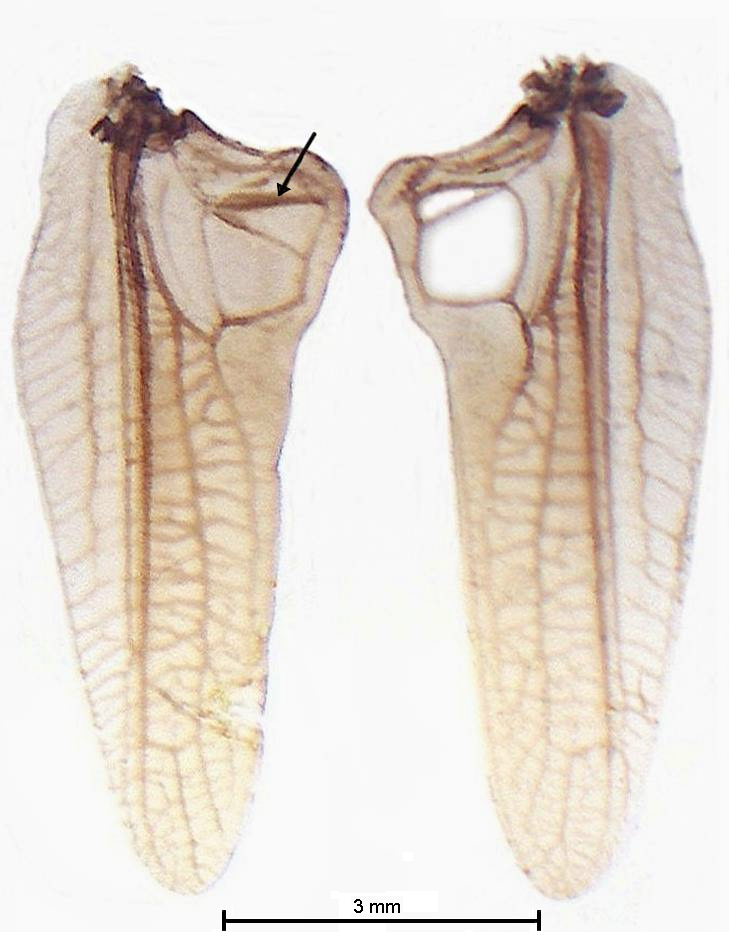
Linker und rechter Vorderflügel eines adulten Männchens. Der Pfeil zeigt die stark pigmentierte Schrillleiste an.

Bei den erwachsenen Männchen messen die Vorderflügel im Mittel 7,70 Millimeter. Das Dorsalfeld ist besser ausgebildet als das Lateralfeld. Im Bereich des Lautorgans ist das Dorsalfeld nach innen verbreitert, außerdem hat es großen Anteil am gesamten Vorderflügel (Bild).
Die Schrillleiste des linken Flügels misst 1,35 Millimeter im Mittel und ist mit durchschnittlich 59,75 Schrillzähnen besetzt. Diese sind höckerartig gestaltet, ihre Oberseite ist abgeflacht und mit kleinen Zähnchen besetzt (vgl. Abbildung bei Conocephalus fuscus). Der Spiegel des linken Flügels ist undeutlich ausgebildet. Auf dem rechten Flügel ist er dagegen gut entwickelt (Bild), während hier die Schrillleiste rückgebildet ist. Der Mittelwert für die Länge der Schrillleiste des rechten Flügels beträgt nur 1 Millimeter, im Mittel trägt sie 40,50 Schrillzähne. Die Messungen bei dieser Art stützen sich auf nur vier Männchen, die aus der unmittelbaren Umgebung des Maisinger Sees bei Starnberg, Oberbayern, stammen. Weibchen standen nicht zur Verfügung.
Der Gesang ist leise und nur wenige Meter weit hörbar. Er gleicht einem anhaltenden Schwirren, bei dem zwei akustisch verschiedene Anteile miteinander alternieren.

## Belege